# Zelotes butarensis
Zelotes butarensis FitzPatrick, 2007 è un ragno appartenente alla famiglia Gnaphosidae.

## Etimologia
Il nome della specie deriva dalla località ruandese sul cui territorio sono stati rinvenuti gli esemplari: Butare e dal suffisso latino -ensis che ne indica l'appartenenza.

## Caratteristiche
Questa specie appartiene al butarensis group, le cui peculiarità sono: ampia parte basale embolare con estensioni retrolaterali; embolus breve e di forma ricurva. Nelle femmine i margini della piastra dell'epigino sono brevi, di forma curva e anteriormente connessi.
L'olotipo maschile rinvenuto ha lunghezza totale è di 5,88mm; la lunghezza del cefalotorace è di 2,54mm; e la larghezza è di 2,08mm.

## Distribuzione
La specie è stata reperita nel Ruanda meridionale: l'olotipo maschile è stato rinvenuto nei pressi di Butare, capoluogo della provincia meridionale.

## Tassonomia
Al 2016 non sono note sottospecie e dal 2007 non sono stati esaminati nuovi esemplari.